# Om Guds stad
Om Guds stad (Latin: Dē cīvitāte Deī contrā pāgānōs) er et skrift, der blev forfattet i årene 413-426 af kirkefaderen Augustin, kaldet Agustin af Hippo. Han udviklede idéen om en ”Guds stad” (Civitas dei) i 22 bøger, hvor han satte den op i evig modsætning til den ”Jordiske stad” (Civitas terrena).

## Baggrund
I året 410 havde visigoterne erobret Rom og plyndret byen. Denne begivenhed skabte tvivl om den ligestilling af det kristianiserede romerrige med det forkyndte gudsrige, som mange kristne gik ind for, og den gav styrke til de hedenske opfattelser, som Quintus Aurelius Symmachus havde fremsat 30 år tidligere.

## Indhold
Den jordiske stad (civitas terrena) er i den augustinske beskrivelse dels fremstillet som den ordensmagt, Gud ønsker, og dels som det ondes rige, der er behersket af gudsfjendtlige kræfter. Guds stad kommer derimod til syne hos den enkelte, der overholder de levende kristnes religiøse påbud. Ud fra denne dialektiske grundtanke skaber Augustin en omfattende verdens- og frelseshistorie, og den synsvinkel blev ved med at være særdeles betydningsfuld op gennem hele middelalderen frem til refomationen.
Augustin beskæftiger sig også med den antikke filosofi. Han skriver blandt andet om kontrasten mellem stoicismen, epikuræismen og Platons sjælevandringslære. I den forbindelse siger han, at filosofferne – trods deres kamp om sandheden – ikke fandt vejen til lykke. Derfor anser mange ham for på sin vis at være en forløber for eksistentialismen.
Augustins tænkning er desuden ikke længere afhængig af antikkens forestillinger, når han lægger vægt på, at kirken og kristentroen bør være uafhængig af det Romerske riges beståen. Augustin betragtes derfor som en af de første tænkere i senantikken, der banede vejen for kristendommen ind i middelalderens nye tider.

## Weblinks
- De Civitate Dei i latinsk udgave i Bibliotheca Augustana
- De Civitate Dei oversat til tysk
- De Civitate Dei oversat til engelsk
- James J. O’Donnell: Augustine, City of God (fagvidenskabelig afhandling med litteraturlister)

Digitaliseringer
- Ausgabe Mainz 1473 med kommentar af Thomas Waleys og Nicolaus Trivet (digitalisering ved Düsseldorf universitet)
- Ausgabe Basel 1479 med kommentar af Thomas Waleys og Nicolaus Trivet (digitalisering ved Düsseldorf universitet)

## Udgaver
- Augustinus: De civitate Dei. The city of god. Udg. af Patrick G. Walsh i 6 bd, 2005–2014.
- Augustinus: Vom Gottesstaat. Vollständige Ausgabe in einem Band. Bog 1 til 10, Bog 11 til 22., 2007, ISBN 978-3-423-34393-0.